# Arnold-Freymuth-Gesellschaft
Die Arnold-Freymuth-Gesellschaft (AFG) ist ein 1992 in Hamm gegründeter bundesweiter Verein für Zivilcourage. Sie erinnert an den unerschrockenen Demokraten und Richter Arnold Freymuth (1872–1933).

## Geschichte
Die Gründung war eine Reaktion auf die damaligen rechtsextremen Brandanschläge in Mölln, Solingen und Hoyerswerda. Die fremdenfeindlichen Straftaten weckten die Einsicht, „wie sehr Wegsehen moralisches Versagen“ sei, steht in der Online-Selbstdarstellung. Der Gesellschaft gehören deutschlandweit über 120 Personen, zumeist Juristen und Historiker, an. 

## Arnold-Freymuth-Preis
Die Gesellschaft widmet sich der Juristischen Zeitgeschichte und verleiht alle zwei Jahre den Arnold-Freymuth-Preis an Personen, die Zivilcourage gezeigt und sich so um den demokratischen Rechtsstaat verdient gemacht haben. Besonderen Wert legt man auf die Feststellung, dass man aus der Weimarer Republik entschieden gelernt habe. 
Bisherige Preisträger waren Diether Posser (1994), Otto Gritschneder und Wolfgang Ullmann (1996), Burkhard Hirsch (1998), Theo Rasehorn und Barbara Just-Dahlmann (2000) sowie Margot von Renesse (2002), Hildegard Hamm-Brücher und Heinrich Hannover (2004), Heribert Prantl (2006), Seyran Ates (2008), Spiros Simitis (2010), Gerhart Baum und Bernd Wagner (2012), Sabine Leutheusser-Schnarrenberger (2014), Reinhard Strecker (2016), Christian Ströbele (2018), Renate Künast und Eckart Seith (2022).